# Dual-Coma
Dual-Coma (lub DC) – polska grupa muzyczna wykonująca post-metalcore, pochodząca z Katowic.

## Skład
- Maciek „Czubaka” Szmatloch – śpiew, gitara elektryczna
- Bartek „Szwagier” Szmatloch – gitara elektryczna, śpiew
- Leszek „Lechoo” Trzaska – gitara basowa, śpiew
- Pawel „Senator” Nowak – perkusja

## Histroia
W 2004 roku odbyło się spotkanie Czubaki (gitara/wokal) i Lecha (bas/wokal) w opuszczonym garażu. Postanowiono, że powstanie grupa o nazwie Dual-Coma. W lipcu 2005 roku do grupy dołączył Senator (perkusja), a w 2007 roku – Bartek (gitara/wokal).
W pierwszym okresie działalności DC (2004-2007) tworzono utwory w stylu thrash metalu. W 2007 roku nagrano pierwszy album-demo przekonwertowany na CD „Decode The Human” oraz część materiału na kolejny album-demo „Program H.A.T.E.”. Dual-Coma zagrała w tym czasie wiele koncertów, były pierwsze recenzje i wywiady. W tym okresie zespół wystąpił w programach „BigBrother 4 Show” czy „Wife Switch”.
W 2008 roku zespół zmienił styl muzyczny na określony jako post-metalcore. W tym czasie pojawił się album-demo „Program H.A.T.E.” oraz singiel „Bulletproof Heart”. Oficjalny album – „Reprogrammed H.A.T.E.” – został wydany na początku 2009 roku przez Let THEM comE Productions. W tym samym roku utwór „Bulletproof Heart” pojawił się na składance „Downtown Metal” w USA.
W 2009 roku tworzeno materiał na płytę „Wake Me Up”, które również zostało wydane przez LTC Productions. W 2013 roku wydano album „The Diary”, poświęcony historii zespołu.
1 listopada 2014 roku grupa została oficjalnie rozwiązana.

## Dyskografia

### Albumy studyjne
- Decode The Human (2007) (self release)
- Program H.A.T.E (2008) (self release)
- Reprogrammed H.A.T.E (2009) (LTC Productions)
- Wake Me Up (2010) (LTC Productions)

### Single
- Bulletproof Heart (2008) (self release)

### Teledyski
- Cyber God (2008) (TV4, Big Brother 4 SHOW)
- Bulletproof Heart (2008) (self released)
- Just Dance (Lady Gaga cover) (2013) (self released)